# Cầu Than thở

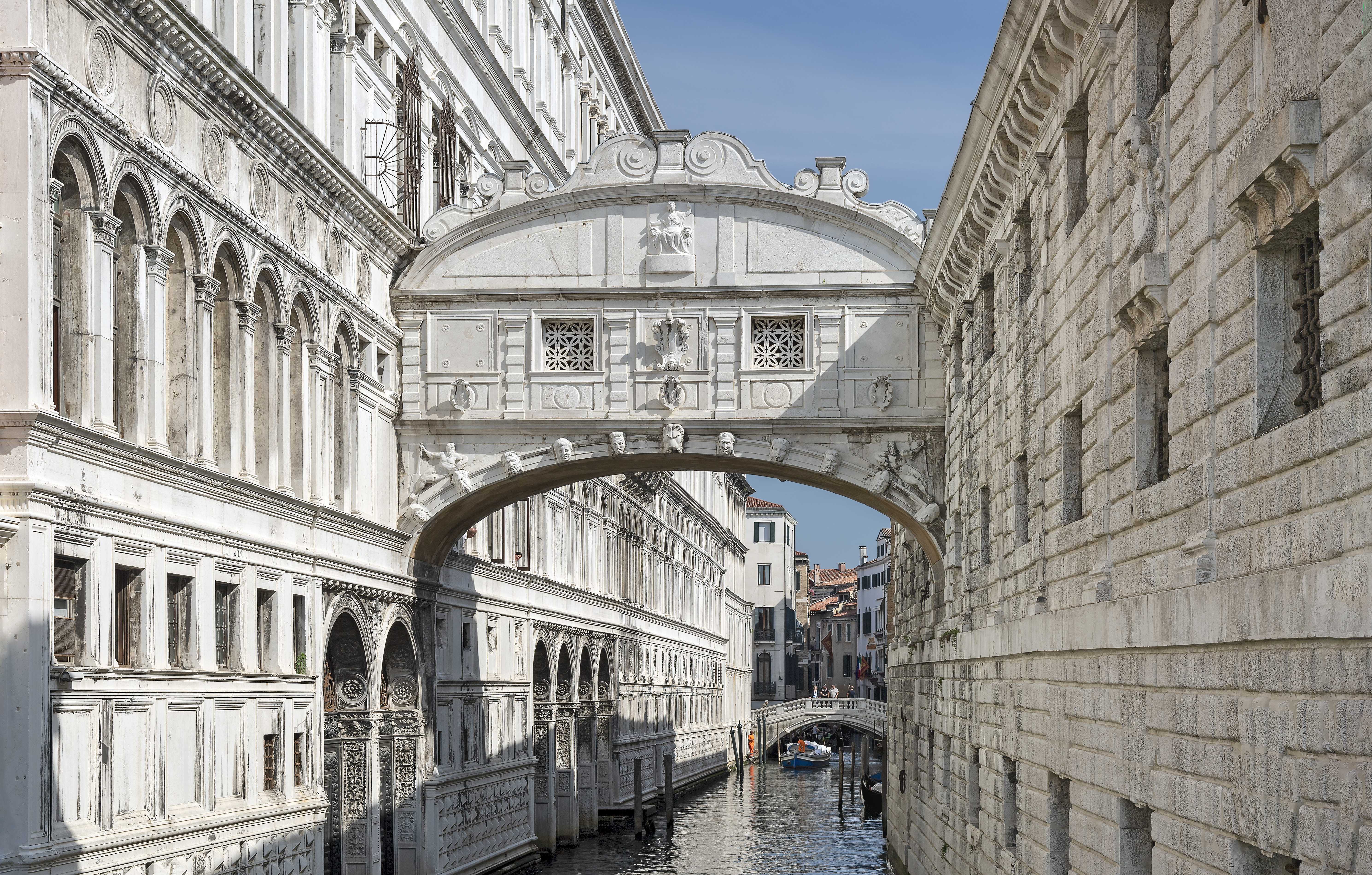
Cầu Than thở

Cầu Than thở (Ponte dei Sospiri) nằm giữa Dinh Tổng trấn (Venezia) và nhà giam cũ trong thành phố Venezia, Ý, bắc qua Rio di Palazzo là một con kênh rộng khoảng 8 m.
Cây cầu vòm làm bằng đá vôi này do Antonio Contino, một người cháu của người xây cầu Rialto, Antonio da Ponte, xây năm 1605. Contino cũng từng tham gia xây cầu Rialto trước đó.
Tội nhân bị tòa án tổng trấn Venezia tuyên xử trong Dinh Tổng trấn được dẫn qua chiếc cầu này để vào tù hay hành hình. Cầu Than thở mang tên này từ thế kỷ 17 vì tù nhân trên đường vào trại giam đã thở dài khi đứng từ đây nhìn ra tự do lần cuối. Tù nhân nổi nhất có lẽ là Giacomo Casanova, đã từ đây vượt ngục bằng cách leo qua mái của nhà lân cận trong đêm 31 tháng 10 năm 1756.
Nhiều cầu tương tự được xây theo kiểu mẫu của chiếc cầu tại Venezia này cũng được gọi là cầu than thở. Được biết đến nhiều nhất là các cầu tại trường Đại học Cambridge, Đại học Oxford và trong thành phố Bremen (Đức).
"Cầu Than thở" (Le pont des soupirs) cũng là tên một vở opera của Jacques Offenbach.